# Myrioblephara
Myrioblephara là một chi bướm đêm thuộc họ Geometridae.